# Cổng Grodzka ở Lublin

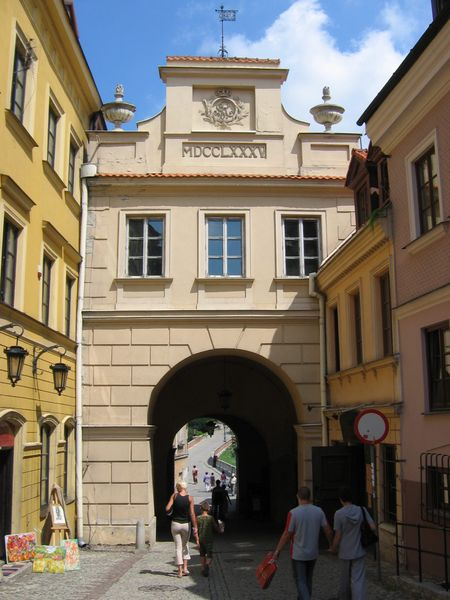
Cổng Grodzka

Cổng Grodzka (hay còn được gọi là Cổng Do Thái) là một trong những công trình được xây dựng bằng gạch đầu tiên trong hệ thống các công trình của thành phố Lublin được xây dựng vào năm 1342, được sự đồng ý của Vua Kazimierz.

## Vị trí
Cổng Grodzka là một trong hai cổng chính để vào trung tâm phố cổ. Nó nằm ở cuối đường Grodzka, ở phần gốc của tòa nhà Old Town. Nó không có số riêng.

## Chức năng
Cổng Grodzka là một phần của hệ thống các thành trì thời trung cổ của Lublin. Lần xây dựng lại vào năm 1785 đã thay đổi chức năng của nó thành thương mại. Năm 1873, cổng thuộc sở hữu của một tư nhân. Sau năm 1944, nó được sử dụng bởi Trường Mỹ thuật Trung học, sau đó là Nhà hát Lublin. Từ năm 1992, công trình này đã được sử dụng và quản lý bởi Trung tâm "Cổng Grodzka - Nhà hát NN".

## Cấu trúc
Ban đầu, nó cao khoảng 12 mét, được xây dựng theo sơ đồ hình tứ giác, không gian đơn, không có hình vòm, với các lỗ mở ogival (dạng đầu thuôn nhọn). Có một phòng bảo vệ thành phố phía trên lối đi qua cổng.
Cũng như nhiều công trình khác, cổng Grodzka đã trải qua nhiều lần cải tạo. Lần cải tạo đầu tiên sau năm 1989 kéo dài từ năm 1994, và sau đó là năm 2000. Công trình cải tạo bao gồm: xáo trộn nền móng, thay thế mái nhà và điều chỉnh tầng áp mái, xây dựng lại phía trước, lắp đặt hệ thống điện và sưởi ấm, thay thế cửa sổ và cửa ra vào. Trong những năm 2008 - 2009 đã được tiến hành đại tu cánh cửa.

## Chi tiết
Phần thân của cổng là kết quả của việc hợp nhất cổng và phần của tòa nhà trong một dãy nhà liền kề. Mặt trước: Tầng đầu tiên với một cổng hình bán nguyệt được trang trí với sự mộc mạc. Tầng thứ hai là hình tam giác, đối xứng, có ba cửa sổ hình chữ nhật. Mặt tiền phía trước được thiết kế phong cách vương miện với một đầu hồi (thu nhỏ, vát nhỏ lên phía trên) cổ điển. Mặt sau: Tầng thứ nhất cao hơn nhiều so với tầng thứ nhất của độ cao phía trước. Nó được trang trí với sự mộc mạc tương tự như mặt tiền. Có ba cửa sổ ở tầng thứ hai của mặt tiền phía sau. Mặt tiền được đặt trên đỉnh đầu hồi hình tam giác với cửa sổ hình bán nguyệt mở.